# Mahndorfer Heerstraße
Die  Mahndorfer Heerstraße ist eine historische Straße in Bremen im Stadtteil Hemelingen, Ortsteil Mahndorf. Sie führt in West-Ost-Richtung von der Arberger Heerstraße / Falkensteiner Straße bis zur Uphuser Heerstraße im Ortsteil Uphusen in der Stadt Achim in Niedersachsen.
Die Querstraßen und Anschlussstraßen wurden oft nach Orten in Niedersachsen benannt sowie u. a. als Arberger Heerstraße nach dem Ortsteil Arbergen, Falkensteiner Straße nach dem Ort Falkenstein (Königstein) im Taunus, Mahndorfer Düne nach der Düne, Haarsweg, Kluvenhagener Straße nach einem Ort bei Verden, Reiterstraße nach den früher ab hier stattfindenden Schleppjagden, Hemslinger Weg, Hellweger Straße, Mahndorfer Bahnhof an der Bahnstrecke Bremen–Hannover, Straße ohne Namen, Hutberger Straße, Holtumer Straße, Ahauser Straße, Ristedter Straße, Kordinger Straße nach dem Dorf Cordingen (Borg) bei Walsrode, Wachendorfer Straße, Am Hogenkamp nach der Flurbezeichnung (hoge = hoch), Wittorfer Straße nach dem Heidedorf, Dechtestraße nach dem nieder- oder plattdeutschen Wort für den Zehnt als Steuer, Embsener Straße, Jeddinger, Giersdorfer Straße nach einem Dorf (heute Teil von Posthausen), Kiefernkamp nach einer Flurbezeichnung, Zum Roesch nach dem niederdeutschen Wort für Röhricht bzw. Schilf, Bollener Landstraße, Thalenhorststraße nach dem Wasserbauingenieur und Bremer Senator Carl Thalenhorst (1875–1964) und Uphuser Heerstraße in Uphusen; ansonsten siehe beim Link zu den Straßen.

## Geschichte

### Name
Die Mahndorfer Heerstraße wurde nach dem Dorf benannt, das erstmals 1339 als Mandorpe erwähnt wurde. In Bremen und Umzu wurden viele Heerstraßen nach 1800 gebaut oder Chausseen als Heerstraßen benannt, u. a. die Uphuser-, Mahndorfer-, Arberger-, Hemelinger- und Hastedter Heerstraße als Verbindung von Verden nach Bremen.
(siehe Bremer Straßen).

### Entwicklung
Mahndorf liegt auf einer Kette von Dünen zwischen Bremen und Verden. Es war eine hannoversche und seit 1866 preußische Gemeinde und wurde 1939 in die Stadt Bremen eingegliedert und 1951 ein Ortsteil von Hemelingen. In Mahndorf wurde 1791 die erste Schule eingerichtet und 1907 das neue Schulhaus der heutigen Grundschule an der Mahndorfer Heerstraße gebaut. 1905 hatte der Ort 1077 Einwohner.
Bis 1945 standen an der Straße Bauern- und Wohnhäuser. Nach 1950 wurden weitere Ein- und Mehrfamilienhäuser gebaut, die das Ansehen des Ortes stark veränderten, der heute 5729 Einwohner hat (2017).

### Verkehr
Die Linie 1 (Huchting – Mahndorf) der Straßenbahn Bremen wurde im März 2012 von Osterholz über den Ortsteil Tenever und das Einkaufszentrum Weserpark bis Nußhorn und im April 2013 weiter zum Bahnhof Mahndorf verlängert.
Im Nahverkehr in Bremen fahren ab Mahndorf die Buslinien 38, 39, 40 und 41 (Bf Mahndorf ↔ Weserwehr, auf verschiedenen Strecken) sowie 44 (Bf Mahndorf ↔ Sebaldsbrück – weiter als 21 Universität).

## Gebäude und Anlagen
An der Straße stehen zumeist ein- und zweigeschossige Wohnhäuser.
Erwähnenswerte Gebäude und Anlagen
- bei Nr. 1 Weg zur Mahndorfer Düne
- Nr. 7: 1- bis 2-gesch. Einkaufszentren mit Postfiliale
- Nr. 10: 1-gesch. Bauernhaus
- Nr. 24: 1-gesch. Fachwerkhaus, früher Teil eines Bauernhofes
- Ecke Hemslinger Weg: 2- bis 4-gesch. Wohnhausanlage mit 16 verklinkerten Reihen- und Miethäusern
- Nr. 44/46: 1-gesch. Einkaufszentrum
- Nr. 55: 2-gesch. Grundschule von 1907 mit heute 185 Schülern (2018)
- Nr. 55: Kinder- und Familienzentrum Mahndorf
- Mahndorfer Bahnhof 4: Freiwillige Feuerwehr Bremen-Mahndorf
- Nr. 78: 2-gesch. Geschäftshaus mit der Filiale der Sparkasse Bremen
- Nr. 82: 1-gesch. früheres kleineres Bauernhaus
- Die Bollener Landstraße führt zum Mahndorfer See mit einer DLRG-Station von um 1980
- Das Mahndorfer Gräberfeld, eine archäologische Ausgrabung der Völkerwanderungszeit bis zum frühen Mittelalter, liegt 150 Meter südlich der Mahndorfer Heerstraße.